# Una H. Moehrke
Una Helga Moehrke (* 7. Juli 1953 in Hannover) ist eine deutsche bildende Künstlerin mit Schwerpunkt Malerei, Zeichnung und Performance und experimentellem Text.

## Leben
Una H. Moehrke studierte Freie Malerei an der Universität der Künste Berlin (1980 Meisterschülerabschluss bei Raimund Girke), sowie Kunstgeschichte, Religionsgeschichte und Philosophie an der Freien Universität Berlin. Sie erhielt Stipendien vom Senat Berlin, vom Land Niedersachsen, vom DAAD und Preise der Ilse-Augustin-Stiftung, Berlin, der Bundesgartenschau in Berlin und vom Baer Art Center, Island. Ausstellungen, Preise, Residencies und Stipendien führten sie nach Toronto, New York, Paris, Korea und Island. Nach Lehraufträgen und Gastprofessuren in Berlin, Lüneburg, Kiel, Braunschweig und Dresden wurde sie 1994 als Professorin an die Burg Giebichenstein Kunsthochschule Halle berufen. Sie lehrte bis 2018 an der Fakultät Kunst und war Professorin für Kunst und Kunstvermittlung (Kunsterziehung/Kunstpädagogik/Bildnerische Grundlagen/Bildende Kunst). Ulf Aminde, Kathrin Ganser, Irmela Gertsen, Georg Lisek, Julian Plodek, Luise von Rohden, Juliane Schickedanz, Jochen Schneider und Ella Ziegler u. a. studierten bei Una H. Moehrke. Neben ihrer Lehre verfolgte Moehrke ihr eigenes, überwiegend malerisches und zeichnerisches Werk. Una H. Moehrke ist Mitglied des Internationalen Künstlergremiums und außerordentliches Mitglied des Deutschen Künstlerbundes. Sie lebt in Berlin.

## Lehre
In der Lehre verband Una H. Moehrke auf experimentelle und multimediale Weise eine gesellschaftsbezogene Kunstvermittlung mit künstlerischen Interventionen in Museen, Galerien, Theatern und der Arbeitswelt. Ihre Lehre basiert auf der Erfahrung, dass sich künstlerisches Arbeiten im Dialog mit biografischen und kunstreflexiven Prozessen vollzieht. Im Rahmen von Symposien und Katalogpublikationen wurden mehrstufige Forschungsprojekte realisiert.
In dem Projekt Geometrie der Arbeit aus dem Jahr 2008 wurden sowohl künstlerische Recherche- und Reflexionsprozesse zur Heterogenität des aktuellen Arbeitsbegriffs und dessen unterschiedlichen Erscheinungsformen vorgestellt, als auch künstlerische Transferprojekte in konkreten Arbeitsmilieus dokumentiert. Ein Symposium in der Galerie für Zeitgenössische Kunst (GfZK) in Leipzig diskutierte Geometrie der Arbeit in seiner soziologischen, kunsttheoretischen und ökonomischen Perspektive.
Im Mittelpunkt eines weiteren, kunsttheoretischen Forschungsprojektes Im Modus der Gabe aus dem Jahr 2011 stehen Modelle aus Theater, bildender Kunst und Performance, in denen Prozesse des Austauschs, des Transfers und der Reziprozität wirksam sind. Angesichts der performativen Entwicklung der Gegenwartskünste untersuchen die Beiträge, inwieweit die aus ethnologischer, philosophischer und sozialwissenschaftlicher Perspektive entfalteten Konzepte der Gabe (Marcel Mauss, Maurice Godelier, Jacques Derrida, Bruno Latour, Paul Ricœur u. a.) sich als tragfähig erweisen, um das Selbstverständnis gegenwärtiger, künstlerischer Praxis im Spannungsfeld von Autonomieanspruch und sozialer Wirksamkeit zu reflektieren.
Die Ausstellung und Veranstaltungsreihe erreger – | EIGEN frequenz aus dem Jahr 2018, zu Wahrnehmung, Vermittlung und Sichtbarkeit von Geben, Nehmen und Weitergeben, war die letzte Präsentation Moehrkes im Rahmen ihrer Lehrtätigkeit. Im Zusammenspiel mit den Arbeiten der Professorin wurden insgesamt 27 unterschiedliche Positionen zum Phänomen der Gabe und dem Prinzip von Impuls und Resonanz in der Burg Galerie Halle präsentiert.

## Werk
Das künstlerische Werk von Una H. Moehrke umfasst Malerei, Zeichnungen, Performances und experimentelle Texte, die auch als Lecture Performances vorgetragen und mit lautgedichtlichen Aspekten, rein zufälligen Textfragmenten sowie Zitaten zusammengesetzt werden. Den Kontext für die Arbeiten bildet ein philosophisches Bilddenken, das ohne Figuration Weite schafft und universelle Fragen stellt (Lyrische Abstraktion, Informel).
Ausgehend vom fotografischen und performativen Selbstporträt auf dem Wasserspiegel (1980er Jahre) entwickelte die Künstlerin in Fortführung des Autoporträts abstrakte Köpfe in Ölmalerei (Ende 1990er). Aus dem ursprünglichen Kopf- und Spiegelbild-‚Ikon’ extrapolierte sie abstrakte Flächen, die sich als weitgehend monochrome Bilder darstellen. Moehrke verfolgt die Reduktion von Linie und Farbflächen. In der Malerei entstehen in der Entmaterialisierung der Farbe changierende Farbflächen, die wie Spiegel dem Licht und Schatten Reflexionsflächen bieten und sich mit wechselnder Betrachtungsposition verändern. Es sind Bilder, die zwischen Erscheinen und Verschwinden schwanken. Der Betrachter nimmt sie als Spur einer Bewegung wahr. Mit extrem zurückgenommener Farbigkeit eröffnen sie Räume, deren Atmosphäre an Lichtphänomene erinnert. Innerbildliche Bewegung kann assoziiert werden, die der physischen Bewegung außerhalb der Bilder entspricht. („BildRaumBewegung“, 2010). Die seit 2012 mit Metallpigmenten gemalten, weiß wirkenden Bilder sind ihre Hauptwerke, eine weitergeführte Reduktion der Monochromie.
Angefangen mit den performativen Wasserzeichnungen der 1990er Jahre entwarf Moehrke eine großformatige, experimentelle Form der Zeichnung, die der site specific-art zuzurechnen ist, und die im Dialog mit der Natur und architektonischen Environments, beispielsweise der Industriearchitektur, Sakralbauten oder Parkanlagen, stehen. Zeichnungen können laut Moehrke etwas Unfassbares fassen. In ihnen verdichten sich die Linien zu Emblemen und beziehen sich in einigen Werkkomplexen auch auf Beispiele der Kunstgeschichte. So wurden die Zeichnungen in Venedig 2015 fragmentarisch aus historischen Gemälden in eine freie und zeitgenössische Liniensprache übertragen. Mit kleinen, linearen Eingriffen wird der Transfer von Tradition in Aktualität vollzogen (Personal Structures. Crossing Borders: This lines are dedicated to… Palazzo Bembo, 56. Internationale Kunstausstellung, la Biennale di Venezia, Venedig 2015). Moehrkes künstlerische Entwicklung vollzieht sich dialogisch in den Medien Performance, Photographie, Malerei, Zeichnung und Textarbeit.
Una H. Moehrkes Werke finden sich zahlreich im öffentlichen Besitz: Bear Art Center Island, Berlinische Galerie, Bezirksregierung Lüneburg, Franckesche Stiftungen Halle, Gruner + Jahr Berlin, Kulturstiftung Wörnitz-Dessau, Kunstmuseum Moritzburg Halle (Saale), Land Berlin, Märkisches Museum (Berlin), Neuer Berliner Kunstverein, Niedersächsischer Künstlerverein, Sammlung Bundesrepublik Deutschland, Stadtwerke Halle, Städtische Galerie Karlsruhe, Städtische Galerie Wolfsburg, Sparkassen Versicherungen Mannheim, Sprengel Museum Hannover.

## Ausstellungen (Auswahl)
- 1984 Kein Blatt wie das andere, Performance, Herrenhäuser Gärten, Hannover. Ausstellung Sprengel Museum, Hannover
- 1986 Crier le hasard, Parc des Buttes-Chaumont, Goethe-Institut Paris und Mercedes-Benz, Paris/Frankreich
- 1986 Love is every thing that answers a question. Art Gallery at Harbourfront, Toronto/Kanada
- 1987 Totentanz. Performance am 22. November 1987 in St. Petri zu Lübeck. Overbeck-Gesellschaft Lübeck
- 1987 Narziss oder die Kunst-Liebe – Helga Moehrke. Fotoarbeiten 1980–1987. Neuer Berliner Kunstverein Berlin (Wanderausstellung und Katalog: Neuer Berliner Kunstverein, 4. Juli 1987–8. August 1987; Kunsthalle Recklinghausen, 6. September 1987–4. Oktober 1987; Mannheimer Kunstverein, 29. November 1987–27. Dezember 1987)
- 1991 Herzsprung. Standortverwaltung Lüneburg, 11.–17. November 1990, Circulo de Bellas Artes, Madrid, 3.–24. April 1991. Standortverwaltung, Lüneburg 1991 (Katalog: Ausstellung zum Anlass des 10-jährigen Bestehens der Künstlerstätte Schloss Bleckede).
- 1992 Una H. Moehrke. Bilder 1983–1992. Künstlerhaus Lauenburg (Wanderausstellung und Katalog: Künstlerhaus Lauenburg, 22. Mai 1992–31. Mai 1992, Stadtgalerie im Sophienhof Kiel, 19. Juni 1992 – 16. August 1992, Galerie am Friedrichsplatz Mannheim, 26. Juni 1992 – 1. August 1992).
- 2001 Una H. Moehrke, Präsenz - Repräsentanz. Fotoinstallation. Kunstforum Halberstadt, Halberstadt 2001 (Ausstellungskatalog: Das Gleimhaus, Halberstadt, 7. Juni bis 22. Juli 2001)
- 2001 Una H. Moehrke, Flächenselbst, interfacial self. Ölbilder und Zeichnungen 1998–2001. Kunstverein Unna e. V., Unna (Wanderausstellung und Katalog: Kunstverein Unna e. V., 9. März bis 4. April 2001; Kunsthof e. V. Halberstadt, 18. Juni bis 22. Juli 2001; Fassbender Gallery, Chicago, Illinois)
- 2005 Una H. Moehrke, erscheinen und verschwinden. Malerei 2001–2005. Stiftung Stadtmuseum (Wanderausstellung und Katalog: Märkisches Museum am Köllnischen Park Berlin, 28. August bis 9. Oktober 2005; Kunstverein Leipzig, 4. Mai bis 1. Juni 2006)
- 2008 Bleistift, Buntstift & so weiter. Zeichnungen Una H. Moehrke (Wanderausstellung und Katalog: Museum Abtei Liesborn des Kreises Warendorf, 12. Oktober 2008–16. November 2008; Raum Hellrot, 12. März 2009–23. April 2009; Städtische Galerie Schloss Wolfsburg, 9. Juni 2009–23. August 2009).
- 2011 Una H. Moehrke. Galerie Inga Kondeyne, Berlin
- 2012 Una H. Moehrke, Lines & Beams, Malerei und Zeichnung. 1. Juni 2012–3. Juni 2012
- 2013 Whiteness, Galerie Inga Kondeyne, Berlin
- 2014 Line of Grace, Stiftung Moritzburg, Landesmuseum Sachsen-Anhalt, Halle/Saale
- 2015 Die Geste der Zeichnung. Una H. Moehrke. Stadtgalerie Lauenburg
- 2015 Personal Structures. Crossing Borders. Palazzo Bembo, Biennale Venedig
- 2016 Images. Galerie Drei Ringe, Leipzig
- 2017 Text statt Bild. Alvar Aalto Kulturhaus, Wolfsburg
- 2018 Erreger-I EIGENfrequenz, Ausstellungs- und Vermittlungsprojekt, Burg Galerie Halle

## Bibliografie (Auswahl)

### Publikationen zur Lehre
- Geometrie der Arbeit. Transfer von Kunst in gesellschaftliche Funktionsbereiche. Dokumentation von Projekten des Studienganges Kunstpädagogik, Kunsterziehung der Burg Giebichenstein Hochschule für Kunst und Design Halle. Kerber Verlag, Bielefeld 2008, ISBN 978-3-86678-182-5.
- Im Modus der Gabe. Theater, Kunst, Performance in der Gegenwart. In the Mode of Giving. Theater, Art, Performance in the Present. Ingrid Hentschel, Una H. Moehrke, Klaus Hoffmann (Hrsg.), Kerber Verlag, Bielefeld 2011, ISBN 978-3-86678-494-9.
- Burg 100 – Professoren und Professorinnen der Burg aus Kunst und Design, hrsg. v. Burg Giebichenstein Kunsthochschule Halle und Jule Reuter, Halle/Saale 2015, ISBN 978-3-86019-100-2.
- erreger-| EIGEN frequenz, Katalog des Ausstellungs- und Vermittlungsprojekt, Burg Galerie Halle, hrsg. v. Burg Giebichenstein Kunsthochschule Halle, Halle/Saale 2018

### Monografien
- Kein Blatt wie das andere. Katalog. Sprengel Museum, Hannover 1984
- Narziß oder die Kunstliebe. Katalog. Neue Berliner Kunstverein (NBK), Berlin 1986
- Oberwasser, Unterwasser oder das Aufgehobensein im Wasser. Kunstverein Lüneburg, Schiffshebewerk, Scharnebeck 1987
- Oberflächenferne. Katalog. Museum für Photographie, Braunschweig 1988
- Una, Bilder 1992–1994. Katalog. Künstlerhaus Göttingen, 1994
- Mehrmirmär, Zeichnungen und Bilder. Katalog. Galerie Kasten, Mannheim, und Galerie von Tempelhoff, Karlsruhe 1999
- Flächenselbst, Ölbilder und Zeichnungen. Interfacial Self, Oil paintings and drawings. Katalog. Kunstverein Unna & Kunsthof e. V., Halberstadt, und Fassbender Gallery, Chicago, 2001, ISBN 9783000074547.
- Die Quelle als Inspiration. Historisches Wissen in der zeitgenössischen Kunst, hrsg. v. Franckesche Stiftungen, Halle/Saale 2002, ISBN 3-931479-30-7.
- Erscheinen und Verschwinden. Una H. Moehrke Malerei 2001–2005, hrsg. v. Stiftung Stadtmuseum, Berlin 2005, ISBN 3-00-016937-7.
- Positions-Directions. Katalog. Stadtgalerie im Elbeforum, Brunsbüttel 2005
- Es ist das Andere. Una H. Moehrke, Malerei 2007, hrsg. v. Anhaltischer Kunstverein Dessau e. V. und BIK Galerie 149, Bremerhaven 2007, ISBN 978-3-00-023795-9.
- Weiß sehen. Bleistift, Buntstift & so weiter. Malerei, Zeichnung, hrsg. v. Museum Abtei Liesborn und Raum Hellrot, Halle 2008, ISBN 978-3-941100-36-7.
- PANTA RHEI. Der Fluß und seine Bilder. hrsg. v. Ute Seiderer, Reclam-Verlag, Leipzig 2009
- Camelia Flowers (Kat.), Camelia Hills Jeju, Korea 2012
- Personal Structures. Crossing Borders. Katalog. hrsg. v. Global Art Affairs Foundation, Venedig 2015, ISBN 978-94-90784-18-8.
- Una H. Moehrke, Bild_Text R A U M. Malerei-Zeichnung, Performance-Text, 1984–2018, hrsg. von Burg Giebichenstein Kunsthochschule Halle, Halle/Saale 2018, ISBN 978-3-86019-143-9.